# Acido taririco
L'acido taririco è un acido grasso acetilenico con 18 atomi di carbonio e un triplo legame in posizione 6≡7, descritto in notazione delta come 18:1Δ6a e con formula di struttura:
CH3(CH2)4-C≡C-(CH2)10COOH.
Léon-Albert Arnaud (1853-1915) fu il primo scienziato a descrivere nel 1892 la composizione chimica dell'acido taririco, individuato come principale componente dei trigliceridi estratti dai semi della "pianta di tariri", probabilmente la Picramnia sow, trovata in Guatemala. Si trova negli oli di semi di altre piante della famiglia delle Simaroubaceae: Picramnia sow (≈90%), Picramnia sellowii  (≈80%), Alvaradoa amorphoides(≈80%) In tutte le piante dove è stato individuato l'acido taririco pare biosintetizzato dall'acido petroselinico per l'azione dell'enzima Δ6acetilenasi che estrarrebbe 2 idrogeni dalle posizioni 6 e 7; entrambi gli acidi grassi sono stati trovati insieme nelle diverse specie di Picramnia e Alvaradoa, ma anche in altre piante.
L'acido taririco può essere sintetizzato dall'acido petroselinico disponibile in commercio.